# Весела Долина (Кам'янський район)
Весе́ла Доли́на — село в Україні, у Божедарівській селищній громаді Кам'янського району Дніпропетровської області.
Населення — 45 мешканців.

## Географія
Село Весела Долина розташоване на одному з витоків річки Водяна, на відстані 1 км від села Крута Балка. По селу протікає пересихаючий струмок з загатою.

## Населення

### Мова
Розподіл населення за рідною мовою за даними перепису 2001 року:
| Мова       | Відсоток |
| ---------- | -------- |
| українська | 86,7 %   |
| російська  | 11,1 %   |
| молдовська | 2,2 %    |